# 후쿠오카현도 제419호선
후쿠오카현도 제419호선(일본어: 福岡県道419号夏吉直方線, 후쿠오카현도 제419호 나쓰요시 노가타 선)은 후쿠오카현 다가와시와 노가타시를 이어주는 일반 현도이다.

## 노선 정보
- 기점 : 후쿠오카현 다가와시 나쓰요시 (다가와 주재소 교차로 = 후쿠오카현도 제456호선과의 교점)
- 종점 : 후쿠오카현 노가타시 미조보리 (간로쿠바시히가시 교차로 = 후쿠오카현도 제22호선(시가지 측)과의 교점)

※ 단, 간로쿠바시히가시 교차로로 직진하여 바로 진입하게 되면 간로쿠바시니시 교차로에서 국도 제200호선 및 후쿠오카현도 제21호 후쿠오카 노가타선과도 바로 접촉할 수 있다.

## 노선 개황

### 중복 구간
- 후쿠오카현도 제460호선 : 노가타시 가미자카이 관내
- 후쿠오카현도 제73호선 : 노가타시 시모자카이·사카이바시 교차로 - 간로쿠바시 교차로 구간

## 지리

### 통과하는 지자체
- 다가와시
- 다가와군 후쿠치정
- 노가타시

### 통과하는 도로
| 후쿠오카현도 제456호선                         | 다가와시 | 다가와시 | 나쓰요시   | 다가와 주재소 교차로 / 기점 |
| 후쿠오카현도 제62호선                          | 다가와군 | 후쿠치정 | 아가노     | 하라다초 교차로 (신호 없음) |
| 후쿠오카현도 제22호선 / 다가와 노가타 바이패스 | 다가와군 | 후쿠치정 | 아가노     | 오쿠보 교차로               |
| 후쿠오카현도 제95호선                          | 다가와군 | 후쿠치정 | 아가노     | 오우라바시히가시 교차로     |
| 후쿠오카현도 제460호선 중복 구간 기점          | 노가타시 | 노가타시 | 가미자카이 |                             |
| 후쿠오카현도 제460호선 중복 구간 종점          | 노가타시 | 노가타시 | 가미자카이 | 오카모리바시히가시 교차로   |
| 국도 제200호선 / 노가타 바이패스               | 노가타시 | 노가타시 | 가미자카이 | 노가타바시히가시 교차로     |
| 후쿠오카현도 제73호선 중복 구간 기점           | 노가타시 | 노가타시 | 가미자카이 | 사카이바시히가시 교차로     |
| 후쿠오카현도 제73호선 중복 구간 종점           | 노가타시 | 노가타시 | 가미자카이 | 히가시칸로쿠바시 교차로     |
| 후쿠오카현도 제22호선 시가지 측                | 노가타시 | 노가타시 | 가미자카이 | 간로쿠바시히가시 교차로     |